# Reinier Alcántara
Reinier Alcántara Núñez est un footballeur cubain, né le 14 janvier 1982 à Pinar del Río.

## Biographie
Reinier Alcántara joue durant toute sa carrière pour le club de sa ville d'origine, le FC Pinar del Río – club où il s'est formé – avant de déserter son pays en 2008. Ayant marqué 50 buts en 90 matchs pour son club, il est élu par deux fois meilleur joueur du championnat de Cuba en 2006 et 2007[réf. nécessaire].
Il fait ses débuts en sélection cubaine, le 16 janvier 2005, face à Haïti. Alcántara participe à la Gold Cup 2007 où il ouvre le score contre le Mexique, le 8 juin 2007 (défaite 1-2). Deux jours plus tard, il marque le but de l'égalisation contre le Panama (2-2).
Le 11 octobre 2008, Alcántara décide de déserter la sélection, qui est alors regroupée pour un match des qualifications pour la Coupe du monde 2010 contre les États-Unis. Il trouve refuge sur le territoire américain avant de jouer, l'année suivante, pour le Miami FC. 

### Buts en sélection
| Buts en sélection de Reinier Alcántara | Buts en sélection de Reinier Alcántara | Buts en sélection de Reinier Alcántara          | Buts en sélection de Reinier Alcántara | Buts en sélection de Reinier Alcántara | Buts en sélection de Reinier Alcántara | Buts en sélection de Reinier Alcántara |
|                                        | Date                                   | Lieu                                            | Adversaire                             | Score                                  | Résultat                               | Compétition                            |
| -------------------------------------- | -------------------------------------- | ----------------------------------------------- | -------------------------------------- | -------------------------------------- | -------------------------------------- | -------------------------------------- |
| 1.                                     | 2 septembre 2006                       | Estadio Pedro Marrero, La Havane (Cuba)         | Îles Turques-et-Caïques                | 3-0                                    | 6-0                                    | CAR 2007                               |
| 2.                                     | 2 septembre 2006                       | Estadio Pedro Marrero, La Havane (Cuba)         | Îles Turques-et-Caïques                | 4-0                                    | 6-0                                    | CAR 2007                               |
| 3.                                     | 2 septembre 2006                       | Estadio Pedro Marrero, La Havane (Cuba)         | Îles Turques-et-Caïques                | 5-0                                    | 6-0                                    | CAR 2007                               |
| 4.                                     | 4 septembre 2006                       | Estadio Pedro Marrero, La Havane (Cuba)         | Bahamas                                | 1-0                                    | 6-0                                    | CAR 2007                               |
| 5.                                     | 4 septembre 2006                       | Estadio Pedro Marrero, La Havane (Cuba)         | Bahamas                                | 5-0                                    | 6-0                                    | CAR 2007                               |
| 6.                                     | 4 septembre 2006                       | Estadio Pedro Marrero, La Havane (Cuba)         | Bahamas                                | 6-0                                    | 6-0                                    | CAR 2007                               |
| 7.                                     | 6 septembre 2006                       | Estadio Pedro Marrero, La Havane (Cuba)         | Îles Caïmans                           | 1-0                                    | 7-0                                    | CAR 2007                               |
| 8.                                     | 24 mars 2007                           | Estadio Guillermo Soto Rosa, Mérida (Venezuela) | Venezuela                              | 1-2                                    | 1-3                                    | Amical                                 |
| 9.                                     | 8 juin 2007                            | Giants Stadium, East Rutherford (États-Unis)    | Mexique                                | 1-0                                    | 1-2                                    | GC 2007                                |
| 10.                                    | 10 juin 2007                           | Giants Stadium, East Rutherford (États-Unis)    | Panama                                 | 2-2                                    | 2-2                                    | GC 2007                                |

NB : Les scores sont affichés sans tenir compte du sens conventionnel en cas de match à l'extérieur (Cuba-Adversaire)

## Palmarès

### En club
- Champion de Cuba en 1999-00 et 2006 avec le FC Pinar del Río